# Псарёв, Андрей Вадимович
Андрей Вадимович Псарёв (англ. Andrei Psarev; род. 7 января 1968, Москва) — протодиакон Русской православной церкви заграницей, клирик Свято-Троицкого монастыря в Джорданвилле, Профессор канонического права и истории Русской Церкви Свято-Троицкой семинарии в Джорданвиле. Доктор философии (2019). Церковный историк, специализирующийся в области истории РПЦЗ, византологии и канонического права.

## Биография
Родился в Москве в нерелигиозной семье. Летом 1984 года работал помощником библиотекаря Государственной библиотеки имени Ленина (ныне Российская государственная библиотека) в Москве. В июне 1985 года окончил среднюю школу № 5 в Одинцове.
В сентябре 1985 года крещен в Русской православной церкви.
В 1988 году, навещая родственников в Бостоне, совершил паломничество в Свято-Троицкий монастырь в Джорданвилле, штат Нью-Йорк. С ноября 1989 по июнь 2001 года — редактор и корреспондент периодических изданий «Православная Русь» и «Православная жизнь». В 1990 году поступил в Свято-Троицкую духовную семинарию в Джорданвилле, намереваясь по окончании учебы вернуться в СССР. В 1991—2000 годах занимался созданием и разработкой архива типографии Свято-Троицкого монастыря.
В 1995 году окончил со степенью бакалавра богословия, защитив диссертацию, посвящённую жизни архиепископа Леонтия (Филипповича), после чего архиепископ Лавр (Шкурла) попросил его остаться в Свято-Троицкой семинарии в качестве преподавателя. В мае 1998 года поставлен во чтеца.
С января 2002 по июль 2003 года — секретарь епископа Манхеттенского Гавриила (Чемодакова), секретаря Архиерейского синода РПЦЗ.
13 июля 2003 года вступил в брак.
С январь 2002 по 2004 года — редактор журнала «Церковная жизнь», официального печатного издания Архиерейского синода РПЦЗ.
В мае 2004 года получил степень магистра теологии в Православной духовной семинарии Святого Владимира в Крествуде, штат Нью-Йорк, защитив диссертацию «Отношение Русской Православной Церкви Заграницей к инославным христианам и экуменическому движению (1920—1964): историческая оценка», написанную под руководством протоиерея Джона Эриксона.
В мае 2006 года был делегатом и членом секретариата IV Всезарубежного собора РПЦЗ, на котором 10 мая выступил с докладом «Развитие мировоззрения Русской Зарубежной Церкви в отношении поместных церквей и инославия».
В мае 2008 года поставлен во иподиакона.
11 ноября 2008 года основал и возглавил веб-сайт «Вопросы истории Русской Зарубежной Церкви» (http://www.rocorstudies.org/), где публикуются материалы на английском и русском языках, а также редкие фотографии. По собственному признанию, «идея создания сайта появилась у меня в связи с поиском средств для работы над книгой об архиепископе Леонтии Чилийском. Жена моего друга — наш веб-мастер — предложила сделать сайт, и я подумал, что с его помощью смогу привлечь внимание к этому проекту. Это было осенью 2008 года. В процессе работы я понял, что для того, чтобы сайт был посещаемый, его нужно обновлять. Так появился раздел „ROCOR Articles“ — Статьи о РПЦЗ, — который сейчас и стал его главной составляющей. Здесь мы помещаем статьи по истории РПЦЗ, интервью с историками Русской Зарубежной Церкви, с тем, кто готов неформально говорить о сегодняшних проблемах».
26 июля 2009 года в Свято-Владимирском храме-памятнике в Джексоне был рукоположён в сан диакона первоиерархом РПЦЗ митрополитом Иларионом (Капралом)
В 2009 году поступил в докторантуру в области византологии в Университете Квинс в Белфасте.
С января 2014 года — член комитета по канонизации Русской православной церкви заграницей. Включён в состав рабочей группы по согласованию месяцесловов Русской зарубежной церкви и Московского патриархата в целом, первое заседание которой состоялось 19 ноября 2014 года.
23 октября 2014 года решением Священного синода Русской православной церкви включён в состав Межсоборного присутствия Русской православной церкви.
29 мая 2016 год в Свято-Троицкой семинарии в Джорданвилле награждён правом ношения двойного ораря.
3 мая 2017 года решением Архиерейского синода РПЦЗ освобождён от обязанностей члена Комиссии по согласованию месяцеслова Русской православной церкви.
В июле 2019 году в Университете Квинс в Белфасте защитил диссертацию «The Limits of Communion in the Byzantine Church (861—1300): Historical and Theological Analysis of Canons 13, 14 and 15 of the First and Second Councils in Constantinople (861)» и получил степень доктора философии.
С 8 декабря 2020 года является членом комиссии Межсоборного присутствия по богословию и богословскому образованию.
19 декабря 2021 года в Свято-Троицком монастыре в Джорданвилле епископом Лукой (Мурьянкой) возведён в сан протодиакона «за его долгое и ревностное служение Церкви и особенно Свято-Троицкой православной семинарии».

## Публикации
- Архиепископ Леонтий Чилийский (1904—1971 гг.). Материалы к жизнеописанию архипастыря гонимой Церкви Российской // Православная жизнь, Джорданвилл, Нью-Йорк. 1996. № 3. — С. 1—25; № 4. — С. 1—24; № 5. — С. 1—26
- 5-летие «Православной Руси» в России // Православная Русь. — 1996. — № 10. — С. 6-9.
- Новомученик архиеп. Вениамин и его исповедание // Православная Русь. 1997. — № 18. — С. 6—8
- Митр. Сергий Нижегородский, как заместитель патриаршого местоблюстителя митр. Петра Крутицкого // Православная Русь. 1998. — № 18.
- «Православная Русь». Краткая история // Православная Русь. 1998. — № 24. — С. 4-11
- История Русской Церкви новейшего периода 1917—1990 гг. Учебное пособие / Сост. А. В. Псарев. Джорданвилль, 1999.
- Владение Русской Зарубежной Церковью дореволюционным церковным имуществом: исторический и моральный аспект // Православная Русь. 2000. — № 18. — C. 9-10.
- Русская Православная Церковь Заграницей и экуменическое движение 1920—1948 годов // Церковь и время. 2003. — № 1 (22). — C. 182—202
- Отношение преп. Феодора студита к римскому престолу // Вестник ПСТБИ. 2003. — Выпуск № 1. — С. 72—91
- The 19th Canonical Answer of Timothy of Alexandria: On the History of Sacramental Oikonomia // St. Vladimir’s Theological Quarterly 51:2-3 (2007): — p. 297—320.
- Looking Toward Unity: How the Russian Church Abroad Viewed the Patriarchate of Moscow, 1927—2007 // Greek Orthodox Theological Review. Spring-Winter 2007. — Vol. 52. — Issue 1-4. — p. 121—143.
- Церкви нужны канонисты // bogoslov.ru, 23 января 2008
- «Сердце и душа верующего англичанина не исчерпываются утилитарными целями и планами»: отношения митрополита Антония (Храповицкого) с англиканами // Вестник ПСТГУ. Серия II: История. История Русской Православной Церкви. 2008. — Вып. 4 (29). — С. 70—83.
  - ‘The Soul and Heart of a Faithful Englishman is not Limited by Utilitarian Goals and Plans’: The Relations of Metropolitan Anthony Khrapovitskii with the Anglican Church. // Metropolitan Antonii (Khrapovitskii) Archpastor of the Russian Diaspora: Conference Proceedings = Readings in Russian Religious Culture 5. — Foundation of Russian History, Jordanville, NY, 2014.
- Иларион (Капрал) // Православная энциклопедия. — М., 2009. — Т. XXII : Икона — Иннокентий. — С. 175-176. — 39 000 экз. — ISBN 978-5-89572-040-0. (в соавторстве с Д. П. Анашкиным)
- Archbishop Vitaly Maksimenko: An Historical Portrait on the Occasion of the Fiftieth Anniversary of His Repose // Православная жизнь 2009. — № 10.
- Архиепископ Виталий (Максименко): Исторический портрет к 50-летию со дня кончины // Троицкое наследие. 2010. — № 1 (20).
- Братства преподобного Иова Почаевского и их роль в истории Русской Православной Церкви Заграницей // Труди Київської духовної академії. 2012. — № 16. — С. 278—293 (в соавторстве с В. В. Бурегой)
  - *Die Bruderschaften des hl. Hiob von Počaev und ihre Rolle in der Geschichte der Russischen Orthodoxen Kirche im Ausland // Der Bote der deutschen Diözese der Russischen Orthdoxen Kirche im Ausland. 2016. — № 1-2
- May 1964: A Radical Change in the History of the Russian Church Abroad // orthodoxhistory.org, 27 августа 2012
- Лавр (Шкурла) // Православная энциклопедия. — М., 2015. — Т. XXXIX : Крисп — Лангадасская, Литиская и Рендинская митрополия. — С. 549—550. — 33 000 экз. — ISBN 978-5-89572-033-2.
- Леонтий (Филиппович) // Православная энциклопедия. — М., 2015. — Т. XL : Лангтон — Ливан. — С. 524—526. — 33 000 экз. — ISBN 978-5-89572-033-2.
- Current law of the Russian Orthodox Church // Kanon: Yearbook of the Society for the Law of the Eastern Churches. — Roman Kovar Verlag: Hennef, 2014. — № 23.
- Порядок прославления святых в Русской Православной Церкви Заграницей (1920—2007 гг.) // XXVI Ежегодная богословская конференция Православного Свято-Тихоновского гуманитарного университета: Материалы. — М.: Изд-во ПСТГУ, 2016. — C. 172—178
  - Порядок прославления святых в Русской Православной Церкви Заграницей (1920—2007 гг.) // rocorstudies.org, 9 августа 2019
- Нафанаил (Львов) // Православная энциклопедия. — М., 2017. — Т. XLVIII : Муромский в честь Успения Пресвятой Богородицы мужской монастырь — Непал. — С. 473-475. — 30 000 экз. — ISBN 978-5-89572-055-4. (в соавторстве с Д. П. Анашкиным)
- Анкета «Вестника» о значении Собора 1917 года: в продолжение дискуссии // Вестник РХД. 2018. — № 207. — C. 111—112
- The Russian Church Abroad, the Moscow Patriarchate, and their Participation in Ecumenical Assemblies during the Cold War, 1948—1964 // iNorth American Christian Community and the Cold War, Paul Mojzes, ed. (Eerdmans, Grand Rapids, MI: 2018).
- Русская Зарубежная Церковь, Московский Патриархат и их участие в экуменических собраниях в годы холодной войны (1948—1964 гг.) // bogoslov.ru, 20 февраля 2020
- Шестьдесят лет служения народу Божьему: Попечительство о нуждах Русской Зарубежной Церкви в 1959—2019 гг. // bogoslov.ru, 30 декабря 2019
- Польский Михаил Афанасьевич // Православная энциклопедия. — М., 2020. — Т. LVII : Погановская икона Божьей Матери — Православное обозрение. — С. 285-287. — 39 000 экз. — ISBN 978-5-89572-064-6.
- Православная Русь // Православная энциклопедия. — М., 2020. — Т. LVII : Погановская икона Божьей Матери — Православное обозрение. — С. 708—711. — 39 000 экз. — ISBN 978-5-89572-064-6. (cорватор: прот. Александр Троицкий)
- Russian Orthodox Church Outside of Russia and the Ecumenical Movement: Historical Evaluation 1920-1948 (англ.) // Sobornost. — 2020. — Vol. 42, no. 1-2. — P. 177-200.